# Ян де Лопер
Ян де Лопер (нід. Jan de Looper, 2 травня 1914 — 23 червня 1987) — нідерландський хокеїст на траві.
Бронзовий призер Олімпійських Ігор 1936 року.